# Середница
Середница — река в России, протекает в Удомельском и Максатихинском районах Тверской области. Устье реки находится в 22 км по правому берегу реки Ворожба. Длина реки составляет 27 км, площадь водосборного бассейна — 230 км².
Река течёт преимущественно на восток.
В 2,3 км от устья справа в Середницу впадает Гнилуха.
У истока река протекает по территории Еремковского сельского поселения Удомельского района. По берегам реки стоят деревни Сергино и Голубково. Ниже река протекает через деревню Рыжково, посёлок Брусово, деревни Ишутиха, Ежиха и Братское Брусовского сельского поселения. Устье реки находится в Максатихинском районе.

## Данные водного реестра
По данным государственного водного реестра России относится к Верхневолжскому бассейновому округу, водохозяйственный участок реки — Молога от истока и до устья, речной подбассейн реки — Реки бассейна Рыбинского водохранилища. Речной бассейн реки — (Верхняя) Волга до Куйбышевского водохранилища (без бассейна Оки).
Код объекта в государственном водном реестре — 08010200112110000005866.